# Gaspar Montes Iturrioz
Gaspar Montes Iturrioz (* 27. Februar 1901 in Irun; † 24. November 1998 ebenda) war ein baskischer Landschaftsmaler, der in der Tradition der Landschaftsmalereischule vom Bidasoa stand. Als Maler begann er im akademischen Realismus. Er entdeckte Cézanne und entwickelte sich zum Konstruktivisten. Sein Spätwerk zeichnete sich durch hohe Expressivität aus. Dank seiner langen Lebensspanne verlieh vor allem Gaspar Montes der Landschaftsmalereischule vom Bidasoa bis zum Ende des 20. Jahrhunderts künstlerische Kontinuität. Wegen der „Süße“, die er seinen Landschaften mitgab, wird Montes in Spanien häufig mit einer Charakterisierung des Malers und Schriftstellers Mauricio Flores Kaperotxipi als der „franziskanische Maler“ tituliert.

## Leben und Werk
Montes wurde 1901 in Irun geboren. Im Alter von 9 Jahren starb seine Mutter. Sein Vater, ein renommierter Tischler mit Design-Fähigkeiten, musste insgesamt sechs Kinder als Alleinerziehender durchbringen.

### Ausbildung und künstlerische Frühphase
Vom elften bis zum 16. Lebensjahr besuchte Montes die Zeichenschule des Bildhauers Julio Echeandía, der damit sein erster Kunstlehrer wurde. 1915 lernte Montes den Iruner Bildhauer und Landschaftsmaler José Salís kennen, der den Jungen materiell wie ideell in seiner Kunstausbildung förderte. 1917 kam Montes mit dieser Unterstützung zu Kunststudien nach Madrid. Auf der Anreise beeindruckte ihn die kastilische Hochfläche, die einen starken Kontrast zur grünen Landschaft des Bidasoatales darstellte. Morgens studierte Montes im Atelier von López Mezquita und nachmittags im Atelier von Álvarez Sotomayor, der damals Direktor des Museo del Prado war. In fünf Madrider Lehrjahren baute Montes ein stabiles, belastbares Künstler-Selbstbewusstsein auf. Er gewann in den Jahren 1920 und 1921 den Wettbewerb der neuen Künstler der Provinz Gipuzkoa, einen Preis, den er 1928 nochmals gewann. Noch 1922 reiste er auf Anraten des befreundeten baskischen Malers Ramiro Arrúe zur weiteren künstlerischen Ausbildung nach Paris. In den freien Akademien Colarossi und Grande Chaumiere studierte er die Zeichnung der Natur. Montes lässt sich in Paris von zahlreichen anderen Künstlern anregen und trifft unter anderem auf Pablo Picasso. Eine gewisse Zurückhaltung auf Seiten von Montes führt zu einer Distanz zur Kunst der Avantgarde.
1926 kehrte er wegen der Liebe zu der Landschaft seiner Heimat nach Irun zurück. Er entfachte in den nächsten drei Jahren eine intensive Ausstellungstätigkeit in Individual- und Kollektivausstellungen Er bestückte: Eine Ausstellung von baskischen Künstlern im Museum für Moderne Kunst in Bilbao, eine Kollektivausstellung von Künstlern der Provinz Gipuzkoa in Toulouse, die Exposición Nacional de Bellas Artes in Madrid (1926). Positive Kritiken ermutigten ihn, zusammen mit Bernadino Bienabe Artía im Baskischen Hause (Hogar Vasco) und im Saloncito del Ateneo in Madrid auszustellen. Zu diesem Ausstellungsduett gesellte sich der Maler Jesús Olasagasti in Ausstellungen in Bayonne und in Pau.

### Krisenjahre
Im März 1929 wurde Montes mit seinen Entwürfen in die Teppichfabrik nach Aranjuez eingeladen, um eine Zusammenarbeit mit der Fabrik in Hinsicht auf seine Zeichnungen zu prüfen. Aus ähnlichen Gründen besuchte er Toledo, Segovia und Avila. Er griff auf dieser Reise mit Werken in das Kunstleben von Madrid ein. In den Folgejahren nahm er an mehreren Kunstausstellungen in Madrid teil: Am Herbstsalon (1931) und an den nationalen Ausstellungen der Schönen Künste (1930, 1932). Nach seiner Rückkehr von der Aranjuez-Reise wurde die Zweite Spanische Republik ausgerufen. Es folgte eine tiefe Wirtschaftskrise. Montes konnte auf eine Anzeige in der örtlichen Presse hin in von der Familie Salís bereitgestellten Räumen Zeichenunterricht geben. Aus dieser Tätigkeit heraus entstand die Academia de Beraun in Irun. Seit diesem Zeitpunkt verließ Montes Irun nie mehr für große Reisen.
Zu Beginn des Spanischen Bürgerkrieges ging Montes für einige Monate nach Frankreich, zunächst nach Hendaye und später nach Sare direkt an der spanischen Grenze bei Bera. Bald aber kehrte er nach Irun zurück, wo sein Vater und sein Bruder geblieben waren. Während dieser Kriegszeit schlug sich Montes mit Auftragsarbeiten für die Glasmalerei-Fabrik von Irun durch. Hier gestaltete er religiöse Figuren und Motive für Kirchen- und Klosterrestaurierungen. Zudem gab er in dieser Zeit Kunstunterricht. Zu seiner eigentlichen Malerei kam er nur samstags und sonntags.

### Montes als Fresken-Maler
Auf Basis der guten Beziehungen seines Freundes Victoriano Juaristi aus Pamplona konnte Montes sich in das Feld der Wandmalereien einarbeiten. Erste Lektionen erhielt er von Daniel Vázquez Díaz. Zusammen mit diesem realisierte er mehrere Wandmalereien in dieser Stadt im Haus des Baumeisters Félix Duarte unter der Leitung von dessen Architekten Joaqiín Zarranz, in den Restaurants Cava Cuevas (1936) und dem Hostal del Rey Noble (1937). Félix Huarte beauftragte bei Montes ein weiteres Wandgemälde im Euskalduna Fronton von Bilbao. In seiner Heimat realisierte Montes weitere Wandgemälde, Die Fábrica de Laborde in Andoain (1940), in San Sebastian und in Irun die Kapellen vom Colegio El Pilar und vom Hospital Asilo (1942), dem der Apostolischen Union (1945). Im Laufe der folgenden Jahre malte er Fresken in Hotels und Privathäusern, Aufgaben, die ihn in mehrere spanische Städte führten. Die Wandmalerei bot Montes mehrere Jahre sichere und kreative Arbeit.

### Montes als Kunstlehrer
1942 wird er zum Professor an der Academia Municipal de Dibujo in Irun ernannt. Die Kunstlehrtätigkeit entwickelte sich zur großen Mission seines Lebens. Zwei Jahre später übernahm er nach der Verrentung seines Vorgängers Julio Echeandía die Leitung dieser Akademie. 1950 übernahm er weitere Kunstklassen an der Escuela de Iniciación Profesional und am Colegio San Luis in Irun. Nach seiner Verrentung gab er in der Galería Txantxangorri und in seinem eigenen Haus in Irun bis wenige Jahre vor seinem Tod 1998 Kunstkurse. Montes war kein stark steuernder Lehrer. Seine Schüler experimentierten frei in den unterschiedlichsten Genres. Obwohl sie alle generell an Montes Landschaftsmalerei interessiert waren, experimentierten sie mit dem Fauvismus, dem figürlichen und dem abstrakten Expressionismus, dem Kubismus und sogar dem Surrealismus. Seine Lehre setzte auf intensiver Beobachtung der Natur und einer intensiven Art des Zeichnens als ganzheitlichem Geschehen auf. Ohne eine Überlast an Theorie respektierte und intensivierte er den Stil des Schülers. Er versuchte ihm, seine schlechten Gewohnheiten abzuerziehen. Dies alles geschah mit großer Geduld in einer Atmosphäre der Freiheit zunächst im Atelier. Von einem zu frühen Gang in Landschaft und Feld riet Montes ab. Der Anfänger ist noch nicht in der Lage, das Licht zu sehen und hält sich daraufhin zu weit zurück.

## Die künstlerische Entwicklung
Die zwischen 1910 und 1920 geschaffenen Werke Montes' repräsentieren seinen künstlerischen Ausgangspunkt, den akademischen Realismus. Hier zeigt sich die Ausbildung bei den Künstlern Jose Salís, Álvarez Sotomayor und López Mezquita, die ihm einerseits eine belastbare Technik und andererseits den Respekt vor der Natur vermittelt hatten.
In den Werken von 1925 bis 1940 zeigen sich die Einflüsse von Ramiro Arrúe, Paul Cézanne und Daniel Vázquez Díaz. In dieser „Konstruktiven Periode“ dominiert das Bestreben, Naturempfindungen zu rationalisieren. Die Zeichnungen sind locker und präzise. Sie neigen zum Geometrismus und stehen immer im Dienst der Gesamtkonstruktion. Mit Hilfe der Farbe werden genaue Begriffe und saubere Kantenpläne definiert. Die Härte von Profilen wird mit feinem, kurzem Pinselstrich, der an Divisionismus grenzt und die Landschaft sättigt, abgemildert. Der Chromatik liegt im Bereich des Grauen. Weiches und sauberes Licht erzeugt zarte Schatten, die sich melancholisch bewegen. Montes setzte das neue räumliche und volumetrische Konzept von Cézanne um.
Von 1940 bis 1973 durchlief Montes eine impressionistische Periode. Hier gab er der emotionalen Orientierung den Vorrang vor der intellektuellen. Die Färbung der Bilder wird intensiver. Er legt mehr Leidenschaft in seine Werke. Montes Art der Interpretation des Impressionismus hat mehr mit den Franzosen zu tun als mit den Spaniern. Diese Interpretationen von Landschaft sind klare Pleinairmalereien. Sie messen der Dauer mehr Bedeutung zu als dem Momentanen. Sie sind geprägt von dunkleren Tönen, die als Schatten in ihrer Durchlässigkeit auf das Licht verweisen. Der Kunstkritiker Ribera warnte in dieser Phase vor zwei koexistierenden Tendenzen bei Montes. Erstens einer eher stilisierten, rhythmischen Diktion, die reich an dekorativen Möglichkeiten ist und zweitens einer realistischen, rohen und kräftigen Diktion.
Ab 1974 folgte dann die expressive Wende. Bereits die Werke zu Beginn der 1970er Jahre zeichnen sich durch die Wiedergewinnung des Volumens in der Landschaft aus. Kubische Häuser oder Berge fügen sich in texturierte Ebenen. Die Erinnerung an Cézanne ist lebendig geblieben. Montes löschte Details, die vom Ganzen ablenken. In seinen eigenen Worten „Ich entferne gerne das Überflüssige und vertiefe mich in die Naturbeobachtung.“ Auf diese Weise erreichte er das lange angestrebte Bildgleichgewicht. Er versöhnte die konzeptionelle Anlage des Gemäldes mit dem Wunderbaren hinter der Natur. Mit diesem bei Cézann gelernten Ansatz erreichte er die transparente und saubere Ausdrucksweise, die er zeitlebens gesucht hatte. Zusätzlich erreichte er den Ausgleich zwischen dem Dauerhaften (den festen Körpern) und dem Variablen (dem Licht, der Farbe, den atmosphärischen Schwingungen, den flüssigen Körpern).
In seinem Spätwerk ist ein besonderes Gefühl und Empfinden des Künstlers spürbar. Er bettet seine Motive in eine zarte und empfindliche Färbung. Ohne auf seine charakteristischen Grün- und Blautöne zu verzichten, tönte er die Motive mit gelben, rosa- und orangenfarbigen Blüten. Seine Rioja-Bilder bestechen durch die zahlreichen Ocker-, die baskischen Landschaftsbilder durch sensible Grau- und Fliedertöne. Montes hatte am Ende seinen natürlichen Einfallsreichtum wiedergefunden. Dies zeigt das Licht und die tiefen Räumen, die dieses in seinen späten Werken durchdringt.

## Ausstellungen und Preise
Montes hat im Laufe seines öffentlichen Künstlerlebens beginnend mit dem 1. Wettbewerb der Neuen Künstler der Provinz Gipuzkoa im Jahr 1920 und 1994 endend mindestens an 115 Ausstellungen, davon 74 Individual- und der Rest Kollektivausstellungen, teilgenommen. In verschiedenen Interviews gestand der Künstler, dass er sich nie zu sehr mit Ausstellungen und Wettbewerben befasste. Er gestand, nie intensiv nach Kommerzialität und Vermarktung gesucht zu haben und erklärt: „Ich habe einfach in meiner Welt gelebt.“ Es gab Zeiträume, in denen er entweder wegen seiner Studien oder auch wegen der ökonomisch schwierigen Kriegs- und Nachkriegsjahre gar nicht ausstellte. Dies betraf vor allen Dingen die Jahre 1922, 1936 bis 1939, 1942 bis 1944 und 1965 bis 1966. Die meisten Ausstellungen (circa fünfzig) hat er in San Sebastian durchgeführt. In Bilbao, einem für Montes wichtigen Verkaufsort, organisierte er zwischen 1926 und 1981 insgesamt dreizehn Ausstellungen. Weitere Ausstellungen fanden in Irun (sechzehn), in Hondarribia (sieben) und Zarautz (sechs) statt. In Madrid, die Stadt, die Montes künstlerische erobern wollte, fanden 21 Ausstellungen statt. Montes hat auch im Ausland ausgestellt: Fünf Mal in Bayonne, in Mar del Plata (Argentinien) und in Mexiko-Stadt (1982, Palacio de Iturbide).
Montes war einer der Initiatoren der Asociación Artística Guipuzcoana (Künstlervereinigung der Provinz Gipuzkoa). Er war Mitglied der Real Sociedad Bascongada de Amigos del País (Königlich-Baskische Gesellschaft der Freunde des Landes). Seine Werke sind unter anderem im Palacio de la Diputación Foral de Guipúzcoa, im Kulturzentrum Koldo Mitxelena und im Museum Municipal de San Telmo in San Sebastian, im Museo de Bellas Artes von Bilbao und im Museo de Navarra zu sehen.

## Persönliches
Gaspar Montes war seit den frühen 1930er Jahren mit Maria Iribarren verheiratet. Das Paar hatte zwei Kinder, Maria Pilar und Jésus. Jésus Montes hatte sich bereits in der Kindheit, wie sein Vater, für die Malerei interessiert.